# Groene chemie
Groene chemie, ook wel duurzame scheikunde genoemd, is een basisgedachte, een filosofie, met betrekking tot chemisch onderzoek en chemische technologie waarin het ontwerpen van producten en processen die het minimaliseren van het gebruik en het ontstaan van schadelijke verbindingen centraal gesteld wordt. Terwijl in de milieuchemie de chemie van en in de natuurlijke omgeving, inclusief de door de mens daarin gebrachte stoffen (verontreinigingen), centraal staat, zoekt groene chemie bewust naar het verminderen, of beter, het niet optreden van verontreinigingen bij de bron. In 1990 werd in de Verenigde Staten de Pollution Prevention Act aangenomen. Aan de hand van deze wet werd in de VS een modus operandi ontwikkeld om op een vernieuwende manier met verontreiniging om te gaan: bestrijdt het voor het ontstaat. 

## Basisprincipes

### Eerste idee
Als basisgedachte bij chemisch handelen is groene chemie van toepassing op alle gebieden van de scheikunde: organische chemie, anorganische chemie, biochemie, analytische chemie en fysische chemie. Ook de schaal waarop chemisch handelen plaatsvindt is niet belangrijk, zowel op het industriële productieproces, op laboratoria en op opleidingsinstituten en scholen zijn de uitgangspunten toepasbaar: het gaat om de keuzes die gemaakt worden. Klikchemie wordt in dit verband vaak als synthesestijl genoemd die recht doet aan de doelstellingen van groene chemie. Het doel is de gevaren te minimaliseren en het effect zo groot mogelijk te laten zijn van elke keuze die in de chemie gemaakt wordt.
Naast de puur chemische benadering wordt ook erkend dat bio-engineering een veelbelovende techniek is om de doelstellingen van groene chemie te realiseren. Een aantal belangrijke bulkchemicaliën kunnen met behulp van genetisch gemodificeerde organismen gesynthetiseerd worden. Shikimaat, een van de uitgangsstoffen voor oseltamivir, wordt in een fermentor door Roche met behulp van bacteriën gemaakt.
Er is discussie of economische aspecten een rol (kunnen) spelen in groene chemie. Aan de andere kant is het wel zo dat als de uitgangspunten van groene chemie niet geïmplementeerd worden, ook het voldoen aan nieuwe wettelijke normen, de reductie van afvalstoffen en andere schadelijke componenten, erg moeilijk wordt.

### Uitwerking
Paul Anastas, toen werkzaam bij het EPA, en John C. Warner hebben 12 uitgangspunten voor groene chemie geformuleerd, waarmee de basisideeën verduidelijkt kunnen worden en de vertaalslag naar de praktijk makkelijker wordt. Deze uitgangspunten beslaan terreinen als:
- het ontwerp van het proces is zodanig dat er zo veel mogelijk van de uitgangsstoffen in het uiteindelijke product terechtkomt
- het gebruik van veilige, milieuvriendelijke stoffen, inclusief de oplosmiddelen
- het ontwerp van energie-efficiënte processen
- de beste manier om van afval af te komen: überhaupt geen afval produceren

De 12 uitgangspunten zijn:
1. Het is beter afval te voorkomen dan afval later op te ruimen.
2. Syntheseroutes moeten zo ontworpen worden dat de maximale hoeveelheid van alle uitgangsstoffen ingebouwd wordt in het uiteindelijke product (dit is het aantal nevenproducten minimaliseren).
3. Waar mogelijk moeten syntheseroutes ontworpen worden waarin alleen stoffen gebruikt en gemaakt worden die weinig of geen (toxisch of mutageen) gevaar vormen voor mens of milieu.
4. Chemicaliën moeten zo ontworpen worden dat ze zowel functioneel als effectief zijn, maar veel minder gevaarlijk.
5. Het gebruik van hulpstoffen (zoals oplosmiddelen en complexantia) moet zo veel mogelijk overbodig gemaakt worden. Als ze toch gebruikt worden, moeten ze zo weinig mogelijk schadelijke of toxische effecten met zich meebrengen.
6. De energiebehoefte van het proces moet in het geheel meegenomen en beoordeeld worden op zijn economische impact, maar vooral op zijn impact op het milieu. In ieder geval dient deze impact zo laag mogelijk te zijn. Syntheses worden zo veel mogelijk uitgevoerd bij omgevingstemperatuur en standaarddruk.
7. Het uitgangsmateriaal moet, indien technisch en economisch mogelijk, hernieuwbaar zijn.
8. Reduceer het aantal reactiestappen, gebruik geen onnodige tussenstappen (bijvoorbeeld bescherming en weer herstellen van functionaliteit).
9. Katalytische hoeveelheden van reagentia, die zo selectief mogelijk zijn, zijn beter dan stoichiometrische reagentia.
10. Chemische producten dienen zo ontworpen te worden dat ze aan het eind van hun gebruiksperiode niet in het milieu achterblijven, maar afgebroken kunnen worden tot ongevaarlijke reststoffen of tot uitgangsmaterialen.
11. Analytische methoden moeten verder ontwikkeld worden zodat chemische processen in situ, tijdens het proces zelf, gevolgd kunnen worden en gecontroleerd zodat de vorming van gevaarlijke verbindingen voorkomen kan worden.
12. Stoffen, en de vorm waarin de stof gebruikt wordt, moeten zo gekozen worden dat de kans op ongelukken tijdens de reactie (ontsnappen van gassen, explosie, brand, straling) zo klein mogelijk is.

Momenteel wordt geprobeerd niet alleen het groene van een chemisch proces te benoemen, maar ook factoren als opbrengst, de kostprijs van de reactanten, veiligheid rond het werken met stoffen, technische voorzieningen, energieverbruik en het gemak en de efficiëntie van het isoleren en zuiveren van het reactieproduct. In een poging voor dit soort zaken een getalsmatige basis te vinden werd aan de reductie van nitrobenzeen tot aniline 64 punten (van de 100) toegekend, waarmee het een acceptabele groene chemische reactie is. Anderzijds werd de synthese van een amide met behulp van natrium(bis(trimethylsilyl)amide) slechts met 32 bedeeld, wat als oordeel matig oplevert.
Groene chemie wordt ook in de ontwikkeling van de nanotechnologie meer en meer gezien als een belangrijk onderdeel in het researchproces om de effecten van deze technologie op het milieu in kaart te brengen. Tijdens de ontwikkeling van nanomaterialen dienen de effecten op milieu en gezondheid van zowel de producten zelf als de ervoor noodzakelijke productieprocessen geëvalueerd worden om duurzame ontwikkeling op de lange termijn niet te belemmeren.

## Wetgeving
In 2007 werd in Europa het REACH-programma van kracht, waarin van bedrijven geëist wordt dat ze gegevens beschikbaar stellen waaruit blijkt dat hun producten veilig zijn.
Naast de eerder genoemde federale wetgeving in de VS, de Pollution Prevention Act uit 1990, hebben ook de verschillende Amerikaanse staten wetten met betrekking tot groene chemie. In Californië werden op 29 september 2008 wetten aangenomen waarmee het California Green Chemistry Initiative gelanceerd werd. De wetten maken het testen van verschillende stoffen tot een expliciete taak van het Department of Toxic Substances Control.

### Belemmerende wetgeving
Soms werkt wetgeving ook averechts uit. M. Wilson en M. Schwarzman publiceerden het rapport Green Chemistry in California. In het rapport wordt duidelijk gemaakt dat (in de Verenigde Staten) een belangrijke wet rond het beheersen van chemische risico's (de Toxic Substances Control Act of TSCA) uit 1976 geleid heeft tot het ontstaan van een markt voor chemicaliën in de VS waarin de wettelijke acceptabele risico's van stoffen gerelateerd worden aan functie, prijs en effectiviteit. Het rapport komt tot de conclusie dat het bestaan van deze handelsstromen een belangrijk obstakel vormt voor het succes van groene chemie in de Verenigde Staten.

## Nieuwe ontwikkelingen
In 2005 werden door Ryoji Noyori drie belangrijke ontwikkelingen binnen de groene chemie op een rijtje gezet:
- het gebruik van superkritisch koolstofdioxide als oplosmiddel
- het gebruik van waterige oplossingen van waterstofperoxide voor oxidatiereacties (en niet van het milieuonvriendelijke kaliumpermanganaat of kaliumdichromaat)
- het gebruik van waterstof in de asymmetrische synthese[9]

Als voorbeelden van toepassingen van groene chemie kunnen de superkritische wateroxidatie en droge stof reacties genoemd worden.

## Prijzen voor groene chemie
Om de ideeën van groene chemie onder de aandacht te brengen zijn er door diverse organisaties prijzen ingesteld. Het uitreiken van zo'n prijs betekent weer aandacht voor de mogelijkheden van groene chemie.
- Verenigde staten: de Presidential Green Chemistry Challenge Awards startte in 1995 als een eerste poging particulieren en bedrijven te erkennen als vernieuwers op het gebied van de groene chemie.[10] In principe worden er ieder jaar 5 prijzen uitgereikt in even zoveel catagoriën: academisch onderzoek (Acadamic), midden en kleinbedrijf (Small Business), groene synthese (Greener Synthetic Pathways), groene reactieomstandigheden (Greener Reaction Conditions) en groene chemicaliën (Designing Greener Chemicals). Nominaties voor de prijs kunnen het voorgaande jaar worden ingediend, een comité van de American Chemical Society kent de prijzen toe.
- Australië: het Royal Australian Chemical Institute (RACI), kent in Australië prijzen voor groene chemie toe. De toegekende prijzen zijn vergelijkbaar met die van de Amerikaanse United States Environmental Protection Agency, al zijn er in Australië ook prijzen voor groene chemie in opleidingen.
- Canada: de Canadian Green Chemistry Medal is een prijs die jaarlijks wordt toegekend aan personen of groepen die zich verdienstelijk hebben gemaakt voor het ontwikkelen van groene chemie in Canada of op internationaal vlak.[11]
- Italië: in Italië concentreert de groene chemie zich rond een interuniversitair consortium onder de naam INCA. Vanaf 1999 heeft de INCA jaarlijks drie prijzen toegekend aan bedrijven met betrekking tot het toepassen van groene chemie. De winnaars ontvangen een plaquette op de jaarlijkse INCA-bijeenkomst.[12]
- Japan: sinds 1999 is het Green & Sustainable Chemistry Network (GSCN) in Japan actief, een organisatie waarin de research en het bedrijfsleven vertegenwoordigd zijn. Vanaf 2001 is de organisatie begonnen prijzen toe te kennen. Deze worden toegekend aan personen, groepen of bedrijven die zich zeer verdienstelijk gemaakt hebben voor de idealen van de groene chemie door research, ontwikkeling en technische toepassing. De prijzen worden uitgereikt door de minister.[13]
- Verenigd Koninkrijk: in het Verenigd Koninkrijk is de Crystal Faraday Partnership in 2001 opgericht als non-profit-organisatie. Vanaf 2004 wordt jaarlijks een bedrijfsprijs uitgereikt voor het implementeren van groene chemie, de Green Chemical Technology Awards. Tot die tijd werd de prijs toegekend door de Royal Society of Chemistry. De prijs wordt slechts toegekend aan individuele onderzoekers of aan bedrijven.[14]

Via de Nobelprijs zijn inspanningen rond de groene chemie inmiddels ook erkend. In 2005 ontvingen Yves Chauvin, Robert H. Grubbs en Richard R. Schrock de Nobelprijs voor de Scheikunde voor de ontwikkeling van de metathesemethode in de organische synthese. De Nobelprijscommissie stelt het volgende:

Dit is een grote stap voorwaarts voor groene chemie, waardoor de hoeveelheid mogelijk schadelijk afval vermindert door gebruik te maken van een slimmer productieproces. Metathese laat zien hoe belangrijk basale chemische kennis toegepast is voor het welzijn van de mens, maatschappij en milieu.

## Voorbeelden van vernieuwingen met betrekking tot groene chemie

### Vervanging van cfk's door koolstofdioxide in polystyreen
In 1996 werd de Presidential Green Chemistry Challenge Awards voor het gebruik van 100% koolstofdioxide in de productie van polystyreenschuim uitgereikt aan Dow Chemical. Polystyreenschuim (of piepschuim) is met ongeveer 400 miljoen kilo op jaarbasis (alleen al in de Verenigde Staten) een veel gebruikt materiaal. Eerder werden de gasbelletjes in het schuim gemaakt door toevoeging van cfk's en andere de ozon-afbrekende stoffen. Brandbare, explosieve en in sommige gevallen ook giftige koolwaterstoffen zijn als vervanging voor de cfk's voorgesteld, maar leiden ieder ook tot hun eigen problemen. Dow Chemical ontdekte dat superkritische koolstofdioxide net zo goed in staat is de gasbelletjes in het schuim te maken, zonder de gevaren van de andere stoffen op de koop toe te hoeven nemen. Het gebruik van CO2 betekent ook dat polystyreen daardoor makkelijker te recyclen is. Het gebruikte koolstofdioxide is een afvalproduct van andere processen dus levert, voor zover het polystyreenschuim betreft, geen bijdrage aan de koolstofdioxide-uitstoot.

### Vervanging van de grondstof voor polymelkzuur door een duurzame bron

Structuurformule van lactide, de cyclische di-ester van melkzuur.

In 2002 ging de Presidential Green Chemistry Challenge Awards naar NatureWorks (toen nog Cargill Dow) voor het verbeteren van het productieproces voor polymelkzuur. Het benodigde melkzuur wordt verkregen uit de fermentatie van maïs en vervolgens omgezet in lactide, de cyclische dimeer van melkzuur in een efficiënte tingekatalyseerde reactie. Het L,L-lactide-enantiomeer wordt gezuiverd via destillatie en polymeriseert in de smelt tot een kristalliseerbaar polymeer dat toepassing vindt in de textielindustrie en als verpakkingsmiddel voor levensmiddelen. De gelauwerde syntheseroute vervangt de petrochemische uitgangsstoffen door vervangbare uitgangsstoffen, maakt geen gebruik van gevaarlijke chemicaliën tijdens de productie en levert een hoogwaardig polymeer dat via compostering volledig recycleerbaar is.

### Groenere producten
Traditioneel wordt de achterkant van oude tapijttegels gemaakt van bitumen, pvc of polyurethaan (PU). Hoewel deze materialen praktisch prima voldoen hebben ze ook een aantal nadelen: deels ten aanzien van hun grondstoffen, deels ten aanzien van de recycleerbaarheid. De keuze voor een hars gebaseerd op een combinatie van polyenen (ook polyolefinen genoemd), gekenmerkt door een goede hechting en weinig neiging tot uitlopen, levert een bijdrage aan groene chemie door de lage giftigheid van zijn grondstoffen en het feit dat het materiaal goed recycleerbaar is. Naast het gemak waarmee een stof zelf hergebruikt kan worden, speelt ook mee dat de standaard combinaties waarin de stof gebruikt wordt makkelijk van elkaar gescheiden moeten kunnen worden. Tapijttegels hebben een bovenlaag van nylon-6. Polyolefinenhars laat zich, in tegenstelling tot pvc, daar goed van scheiden. Het proces wordt als een goed voorbeeld van cradle to cradle-ontwerp beschouwd. In EcoWorx Carpet Tile van Shaw Industries is dit principe commercieel uitgewerkt. In 2003 ontving Shaw Industries hiervoor de Presidential Green Chemistry Challenge Awards.

### Vet harden zonder transvetzuren
In de levensmiddelenindustrie is de behoefte aan minder onverzadigde vetten groter dan het aanbod, terwijl het aanbod meervoudig onverzadigde vetten juist groter is. Klassiek wordt dit technisch opgelost via harden. Tijdens dit proces is het onvermijdelijk dat een deel van het vet omgezet wordt in transvet, dat chemisch stabieler, maar biologisch moeilijk (letterlijk) verteerbaar is. De ontwikkeling van een enzymatische omwisseling tussen oliën (met onverzadigde vetzuren) en vetten (met verzadigde vetzuren) leidde tot een economische productieproces voor trans-vetvrije producten. Naast de productie van gezondere grondstoffen voor bijvoorbeeld de margarine-industrie, leverde dit ook een directe bijdrage in het milieu door:
- een vermindering in het gebruik van giftige chemicaliën en water
- een grote hoeveelheid bijproducten wordt voorkomen
- een reductie in de hoeveelheid verspilde olie en vet

De Presidential Green Chemistry Challenge Awards voor deze innovatie is in 2005 toegekend aan de bedrijven Archer Daniels Midland en Novozymes. Interessant detail hierbij is dat het onderzoek naar deze toepassing gestart werd naar aanleiding van de aangekondigde verplichting de mogelijke aanwezigheid van trans-vetten in voedingsmiddelen op het etiket te melden.

### 1,2-propaandiol uit glycerol
In 2006 kreeg Galen J. Suppes, professor aan de Universiteit van Missouri, de Presidential Green Chemistry Challenge Awards voor het omzetten van glycerineafval uit de biodieselproductie in 1,2-propaandiol. Door een katalysator op basis van koperchromiet was Suppes in staat de reactietemperatuur te verlagen en tegelijkertijd de efficiëntie van het destillatieproces te verhogen. Het op deze manier geproduceerde propyleenglycol zal goedkoop genoeg zijn om het veel giftigere etheenglycol te vervangen als basisingrediënt voor antivriesmiddel.

### Drogestofchemie
Via de supramoleculaire chemie worden reacties onderzocht die verlopen in vaste stoffen, dus zonder oplosmiddel. De cycloadditie tussen twee E-1,2-bis(4-pyridyl)etheenmoleculen wordt aangestuurd door resorcinol. Deze vastestofreactie verloopt onder invloed van UV-licht met een opbrengst van 100%.

## Onderwijs
In het onderwijs vindt groene chemie op verschillende manieren zijn weg. Aan de formele zijde kan de eerste officiële opleiding ter wereld op PhD-niveau aan de University of Massachusetts in Boston vermeld worden.
Minder formeel zijn bijdragen op het internet zoals in 2005 door de faculteit scheikunde van de Universiteit van Oregon die een database over groene chemie online zette.
Ook in de uitgeverswereld wordt duidelijk dat er een koerswijziging in het onderwijs in de chemie op handen is: in 2009 verscheen bij Oxford University Press het boek Green Chemistry Education: Changing the Course of Chemistry.

## Standaardchemicaliën in het laboratorium
Een aantal van de chemicaliën die standaard in een laboratorium op voorraad zijn, omdat ze door laboranten gebruikt worden, zijn controversieel en de zoektocht naar alternatieven verloopt intensief. Het Massachusetts Institute of Technology heeft een website gelanceerd om deze zoektocht te stroomlijnen. Tot de beruchte standaardchemicaliën behoren ethidiumbromide, xyleen, kwik en formaline. Voor deze stoffen zijn alternatieven beschikbaar.

## Organometaalchemie
Op basis van de principes van groene chemie zijn ionische vloeistoffen en microreactoren sedert 2009 ingezet in de synthese en zuivering van zeer reactieve en zeer zuivere organometaalverbindingen voor ALD- en CVD-toepassingen. Zowel veiligheid van het productieproces als efficiëntie ervan konden aanzienlijk verbeterd worden.

## Wetenschappelijke status
Medio jaren 1990 van de vorige eeuw kwam de zogeheten groene chemie in opkomst. Sindsdien staat de wetenschappelijke status ervan ook ter discussie. Aan de ene kant wordt gesteld dat deze manier van chemie bedrijven een vernieuwende richting in het chemisch denken vertegenwoordigt. Aan de andere kant stellen sceptici dat de term louter een PR-label is. Deze sceptici hebben bepaald geen ongelijk, zoveel blijkt uit het artikel van Linthorst in Foundations of Chemistry. Reden: de "umbrella term" groene chemie wordt regelmatig gebruikt zonder relatie met de uitgangspunten van groene chemie zoals die door Anastas en Warner verwoord zijn.